# Gyratrix hermaphroditus
Gyratrix hermaphroditus är en plattmaskart som beskrevs av Ehrenberg 1831. Gyratrix hermaphroditus ingår i släktet Gyratrix och familjen Polycystididae. Arten är reproducerande i Sverige. Inga underarter finns listade i Catalogue of Life.